# 贵州森航篮球俱乐部
贵州森航篮球俱乐部是贵州首支由民营企业投资成立的职业篮球队。目前参加全国男子篮球联赛（NBL）。

## 历史
贵州森航篮球俱乐部有限公司创立于2012年4月，由贵州森航集团董事长何文德先生投资,公司位于贵州省遵义市桐梓县。球队从国内引进和租借球员，正在认真准备8月份的NBL资格赛。
2018年全国男子篮球联赛因冠名關係以「贵州古雾堂茶」之名參賽。

## 主教练
| 执教时间  | 姓名   | 备注                    |
| --------- | ------ | ----------------------- |
| 2013-2014 | 于泷   | 杰森·拉伯迪奥为执行教练 |
| 2015–2020 | 张国东 |                         |